# خولیا کابا آلبا
خولیا کابا آلبا (اسپانیایی: Julia Caba Alba‎؛ ‏ ۳۱ ژوئیه ۱۹۱۲ – ۱۴ نوامبر ۱۹۸۸) بازیگر اهل اسپانیا بود.
از فیلم‌ها یا برنامه‌های تلویزیونی که وی در آن نقش داشته‌است، می‌توان به جلاد، مردی که می‌خواست خود را بکشد، و آسمان سیاه اشاره کرد.